# August Deusser
August Deusser (Colonia, 15 febbraio 1870 – Costanza, 28 ottobre 1942) è stato un pittore tedesco.

## Biografia
Studiò alla Kunstakademie Düsseldorf, dove nel 1917 ne divenne docente. Fece parte della scuola di pittura di Düsseldorf di Friedrich Wilhelm Schadow, e con  Max Clarenbach ha fondato nel 1909 l'associazione denominata Sonderbund. 
Partecipò a diverse mostre internazionali come quella di Düsseldorf (1909-1911) e Colonia (1912).